# Tor hemispinus
 Tor hemispinus és una espècie de peix cipriniforme de la família dels ciprínids.

## Morfologia
Els mascles poden assolir els 13,3 cm de longitud total.

## Distribució geogràfica
Es troba a la Xina.